# Ruta 24 (Chile)
La ruta 24 es una ruta nacional que se encuentra en el norte Grande de Chile sobre la Región de Antofagasta. En su recorrido de 154,9 km totalmente asfaltados une la ruta costera 1 en Tocopilla con la ruta 5 Panamericana Arica-La Serena; y desde este punto hacia el este con la mina Chuquicamata y la capital minera Calama.
Se divide en dos tramos, uno llamado "poniente" que va desde cruce Crucero a Tocopilla, otro llamado "oriente" que se inicia en cruce Crucero y termina en la ciudad de Calama. Este último tramo es de doble-vía entre Chuquicamata y la capital provincial de El Loa.

## Ciudades y localidades
Los accesos inmediatos a ciudades y localidades, y las áreas urbanas por las que pasa esta ruta de este a oeste (recorrido poniente) y de oeste a este (recorrido oriente) son:

### Región de Antofagasta
Recorrido poniente: 71 km (kilómetro 0 a 71).
- Provincia de Tocopilla: acceso a María Elena (km 12), Tocopilla (km 70-71).

Recorrido oriente: 83 km (kilómetro 0 a 83).
- Provincia de El Loa: acceso a Chuquicamata (km 70), Calama (km 83).

## Construcción de variante

Mapa del cambio de trazado de la carretera por la construcción de la Mina Ministro Hales

Se debió construir un by pass entre Chuquicamata y Calama por la construcción de la Ministro Hales, ya que el yacimiento queda actualmente sobre la carpeta antigua de la doble vía.